# Brüder-Grimm-Preis der Stadt Hanau
Der Brüder-Grimm-Preis für Literatur der Stadt Hanau ist ein Literaturpreis, der ein herausragendes Werk in deutscher Sprache aus dem Gebiet der Prosa, Lyrik oder Dramatik (zitiert nach Vergaberichtlinien) würdigen oder fördern will. Er wird seit 1983 alle zwei Jahre, seit 2017 alle drei Jahre von der Stadt Hanau zu Ehren der dort geborenen Brüder Grimm verliehen und ist seit 2005 mit 10.000 Euro dotiert. (Bei zwei Preisträgern wird die Preissumme geteilt.)

## Preisträger
- 1983 Wolfgang Hilbig
- 1985 Anna Mitgutsch
- 1987 Wilhelm Bartsch
- 1989 Natascha Wodin
- 1991 Monika Maron
- 1993 Harald Weinrich
- 1995 Adolf Endler
- 1997 Harry Rowohlt
- 1999 Georg Klein
- 2001 Heinz Czechowski
- 2003 Klaus Böldl
- 2005 Felicitas Hoppe und Andreas Reimann
- 2007 Björn Kern
- 2009 Natascha Wodin
- 2011 Reinhard Kaiser
- 2013 Christoph Ransmayr
- 2015 keine Verleihung
- 2017 Barbara Zoeke
- 2020 Valerie Fritsch für Herzklappen von Johnson & Johnson
- 2023 Anna Baar für Divân mit Schonbezug[1]